# 百々綱家
百々 綱家（どど つないえ）は、戦国時代から江戸時代初期にかけての武将。諱は後に安行（やすゆき）と改名した。通称は越前守。

## 略歴
天文17年（1548年）に誕生。綱家は、京極秀綱（上総介）の子で、秀綱の代に近江国犬上郡百々村に居を構えて百々氏を称した。
初め織田信長に仕える。
天正10年（1582年）、本能寺の変において信長が横死すると羽柴秀吉に属し、山崎の戦いに従軍した功で、秀吉より近江国内6,000石の知行を与えられ、直轄領5,000石の代官とされた。
この頃、従五位下越前守に叙任された。
天正年間の終わり頃、秀吉によって木造長政と共に信長の嫡孫・織田秀信（三法師）の家老に配された。
文禄元年（1592年）9月、豊臣秀勝の死去に際して秀信はその遺領を継承して美濃岐阜城主となった。『百々家系図』によると、文禄の役における6月の増援6万の内で、秀信の名代として兵8,000を率いて朝鮮へ渡海したとある。朝鮮で大塚丹後守某と知り合いになって、帰国後、その次男を養嗣子忠安として迎えた。
慶長3年（1598年）、秀吉の死に際して、遺物金五枚と500石を与えられた。
慶長5年（1600年）、関ヶ原の役に際して、石田三成は家臣の川瀬左馬助を秀信のもとに派遣して西軍に勧誘した。これに対して秀信の寵臣入江右近、伊達平左衛門、高橋一徳斎が賛同したので、秀信もその意見を容れ、綱家、木造長政、飯沼長実（十左衛門）らその他の家臣の反対を押し切って、西軍に与した。両家老はこれに不満で、西軍であるが東軍に内通していた前田玄以に秀信が翻意して東軍に与するように説得を依頼したが、秀信はすでに招かれて佐和山城（三成の居城）に入っており、聞き入れなかった。そこで飯沼は「佐和山に行った以上、そのまま東軍に与するのは難しいので、三成を岐阜城に誘き寄せて刺殺し、天下に潔白を示しましょう」と両家老に提案したが、秀信が許可しなかった。

8月22日、東軍諸大名が木曽川を渡り、福島正則は竹鼻、池田輝政は新加納に進んで、岐阜城に迫ってきた。城側の手勢は2千ほどで、河畔・平野部で戦って兵700を失い、岐阜城に撤退した。翌日黎明、正則、細川忠興、加藤嘉明らが城下に迫り、城側は苦戦。何度か押し返したが、綱家はこの戦闘で弾を腿に受けて負傷した。東軍は城壁を越えて内城に迫り、正則は七間櫓を、京極高政は荒神洞を占拠し、輝政は城内に放火した。本丸以外は敵の手に落ちた状態で、兵糧も乏しいということで、両家老は東軍の澤井左衛門と森勘解由を介して和議を乞うた。東軍諸将は秀信を憐れんでこれを許可するが、秀信は自害したいと言って両家老が諫止する。正則と輝政が秀信を説得し、秀信は剃髪して高野山に蟄居することになって、戦後、徳川家康によって一命を許された。
綱家は正則と輝政に感謝して城を出て、妻子を連れて京都で蟄居した。関ヶ原の戦いが終わった後は西軍方の重臣という立場で浪人となった。
同年11月、前田玄以およびその家臣松田勝右衛門政行の元を転々とした後、関ヶ原の戦功により土佐一国を与えられた山内一豊に仕える。采邑7,000石を与えられ、綱家は安行と改名した。
土佐藩では当初、長宗我部氏が作った浦戸城を主城としていたが、山険しい荒波の当たる場所に建てられていたので、綱家は山内一豊の命により大高坂山に高知城の縄張りを行った。
慶長14年（1609年）、家康の命で天下普請とされた篠山城の石垣普請の参加を命じられ、丹波に赴くが病に倒れる。京に移送されて静養したが、その地で亡くなった。享年62。戒名は高岳院覚爺安信。